# Doora Mine
Doora Mine är en gruva i Australien. Den ligger i kommunen Copper Coast och delstaten South Australia, omkring 130 kilometer nordväst om delstatshuvudstaden Adelaide. Doora Mine ligger 52 meter över havet.
Runt Doora Mine är det glesbefolkat, med 10 invånare per kvadratkilometer.. Närmaste större samhälle är Wallaroo, nära Doora Mine. 
Trakten runt Doora Mine består till största delen av jordbruksmark. Genomsnittlig årsnederbörd är 502 millimeter. Den regnigaste månaden är juni, med i genomsnitt 90 mm nederbörd, och den torraste är december, med 12 mm nederbörd.